# Czerwony szlak turystyczny Gołoszyce – Piotrowice
 Czerwony szlak turystyczny Gołoszyce – Piotrowice – szlak turystyczny okolic Opatowa i Sandomierza.

## Przebieg szlaku
| Odległość | Atrakcje                                      | Punkt                   | Skrzyżowania szlaków                                                    |
| --------- | --------------------------------------------- | ----------------------- | ----------------------------------------------------------------------- |
| 0,0 km    | dwór · drzewo                                 | Gołoszyce PKS           | Gołoszyce – Dwikozy Główny Szlak Świętokrzyski im. Edmunda Massalskiego |
| 3,5 km    | kościół                                       | Modliborzyce            |                                                                         |
| 5,0 km    |                                               | Rudniki                 |                                                                         |
| 8,0 km    |                                               | Planta                  |                                                                         |
| 12,5 km   | zamek                                         | Ujazd PKS               |                                                                         |
| 15,5 km   |                                               | Kujawy PKS              |                                                                         |
| 20,0 km   | zamek                                         | Konary                  |                                                                         |
| 25,5 km   |                                               | Górki Klimontowskie PKS |                                                                         |
| 28,0 km   | kościół · zabytek                             | Klimontów               | Chańcza – Pielaszów                                                     |
| 29,0 km   |                                               | Pęchów                  |                                                                         |
| 35,0 km   | zamek · kaplica                               | Ossolin                 |                                                                         |
| 38,0 km   |                                               | Węgrce Szlacheckie      |                                                                         |
| 41,0 km   |                                               | Janowice PKS            |                                                                         |
| 42,0 km   | kościół                                       | Chobrzany PKS           |                                                                         |
| 50,0 km   | klasztor · kościół                            | Koprzywnica PKS         |                                                                         |
| 67,0 km   | kościół · zamek · zabytek · muzeum · cmentarz | Sandomierz              |                                                                         |
| 70,0 km   | punkt widokowy · rezerwat roślinny            | Góry Pieprzowe          |                                                                         |
| 80,0 km   | kaplica · zabytek · pomnik                    | Dwikozy PKS             | Gołoszyce – Dwikozy                                                     |
| 93,0 km   | kościół · zabytek                             | Zawichost PKS           |                                                                         |
| 99,0 km   |                                               | Piotrowice              |                                                                         |

## Galeria

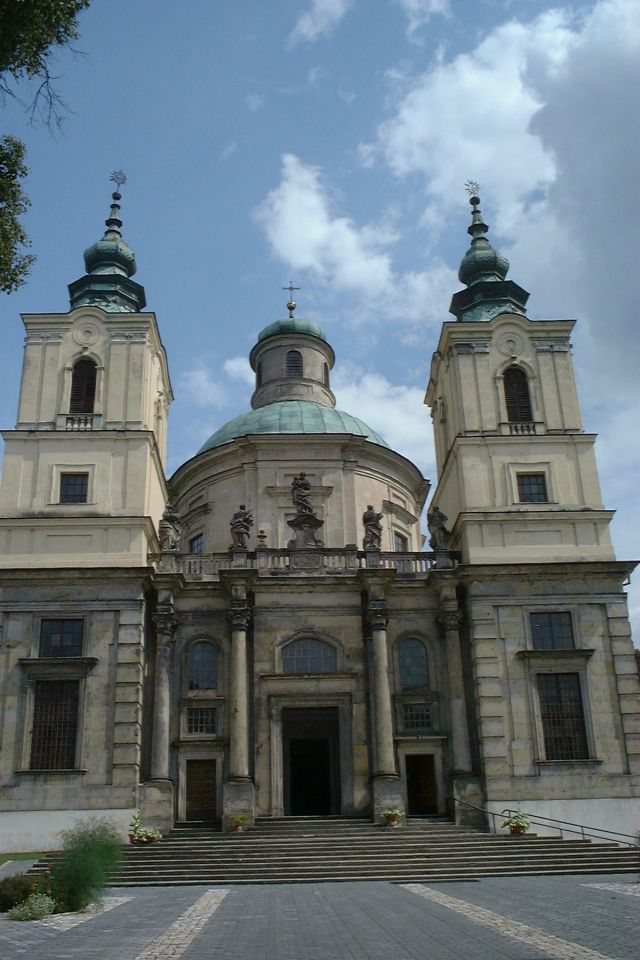
Kolegiata św. Józefa w Klimontowie
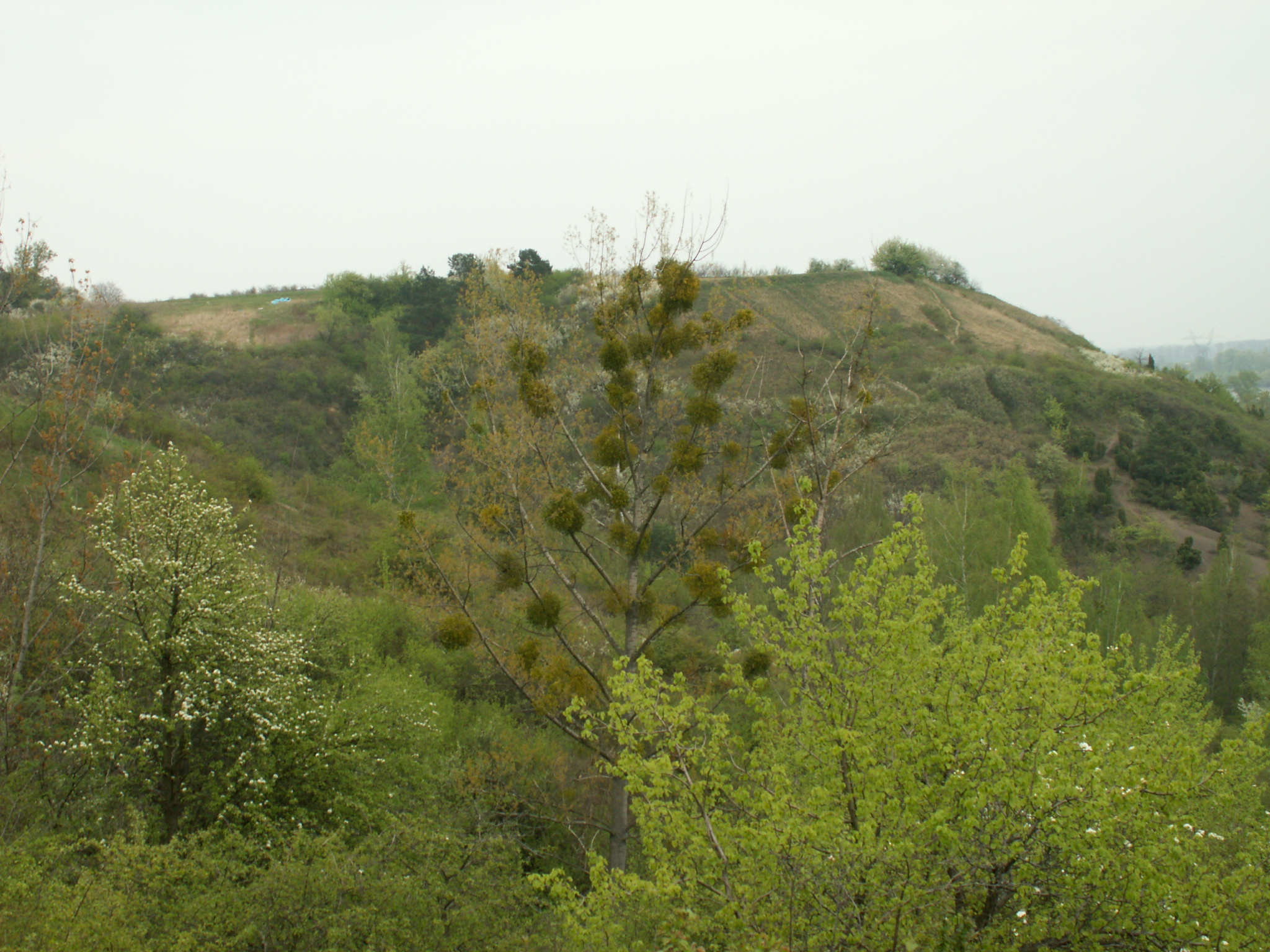
Góry Pieprzowe koło Sandomierza
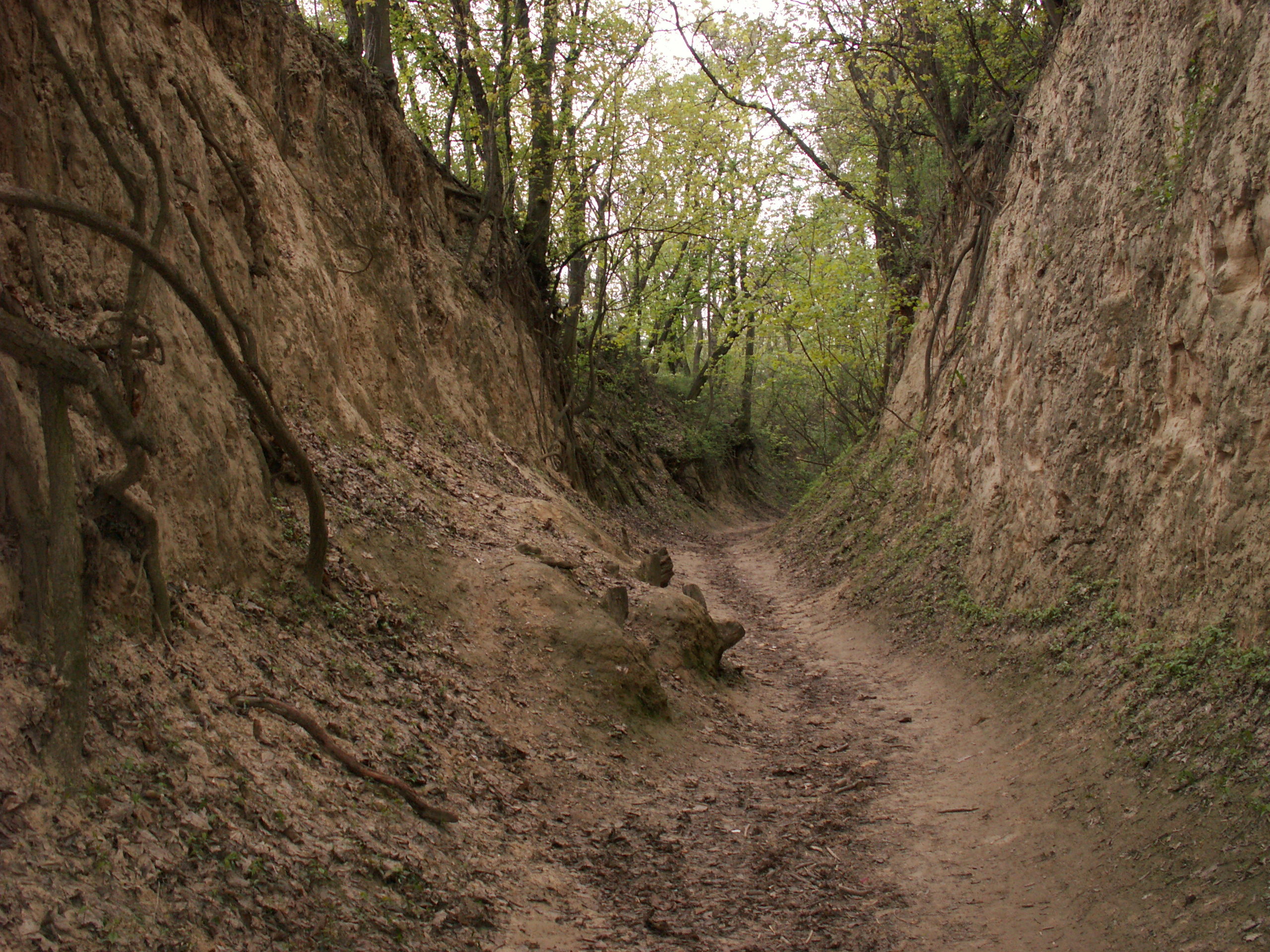
Wąwóz Królowej Jadwigi w Sandomierzu
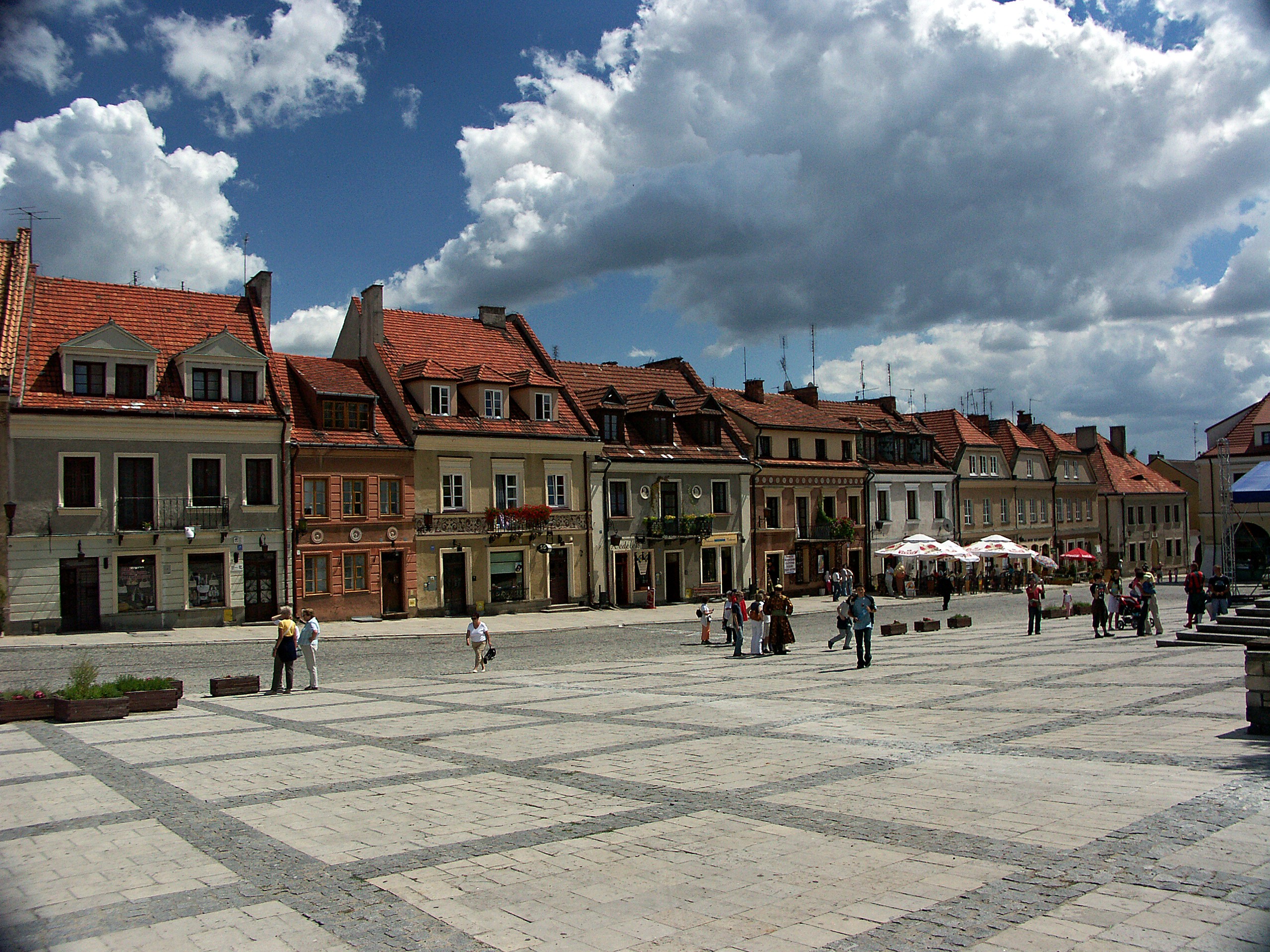
Stary Rynek w Sandomierzu
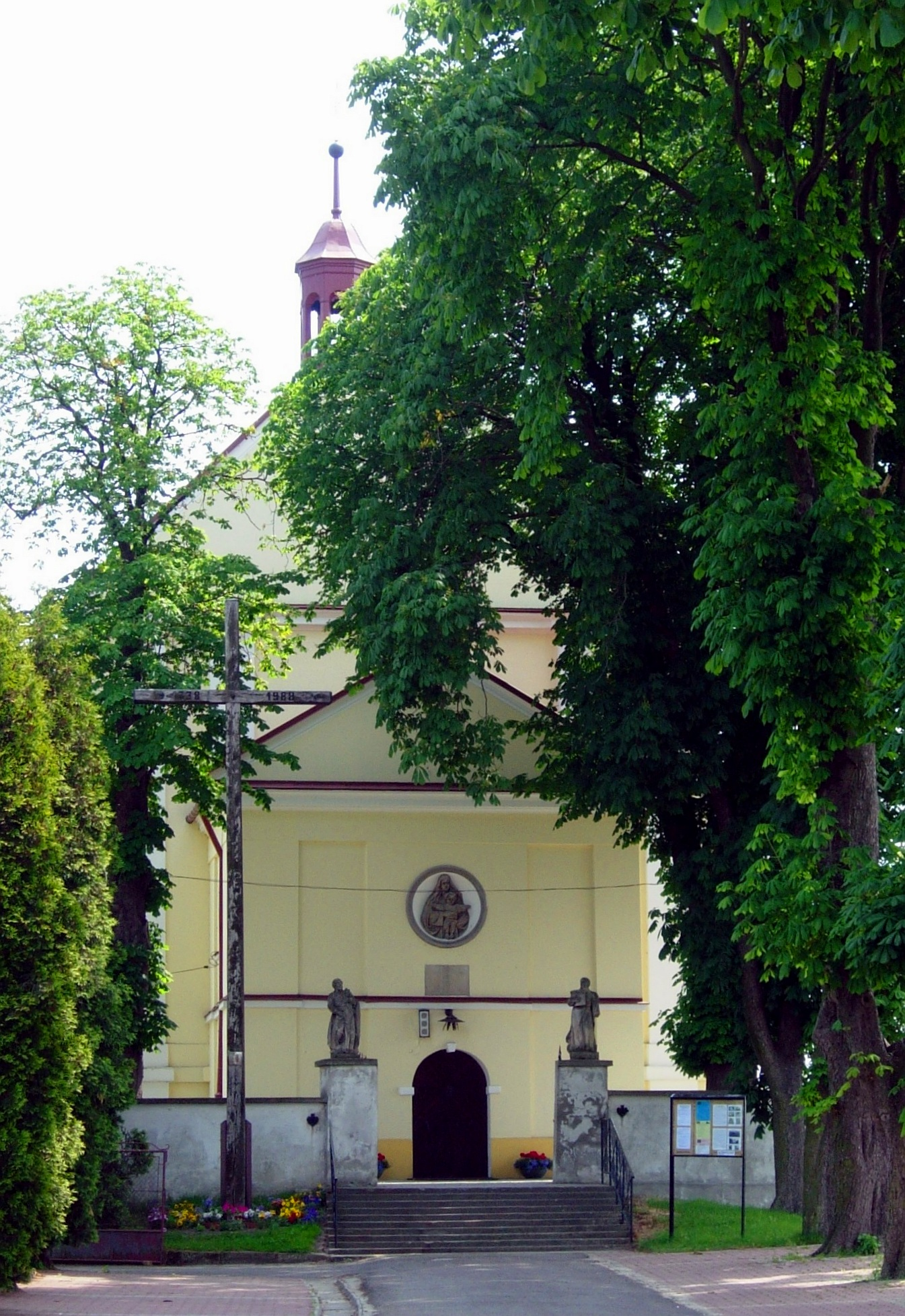
Kościół pw. Świętego Jana Chrzciciela w Zawichoście